# الزمالك

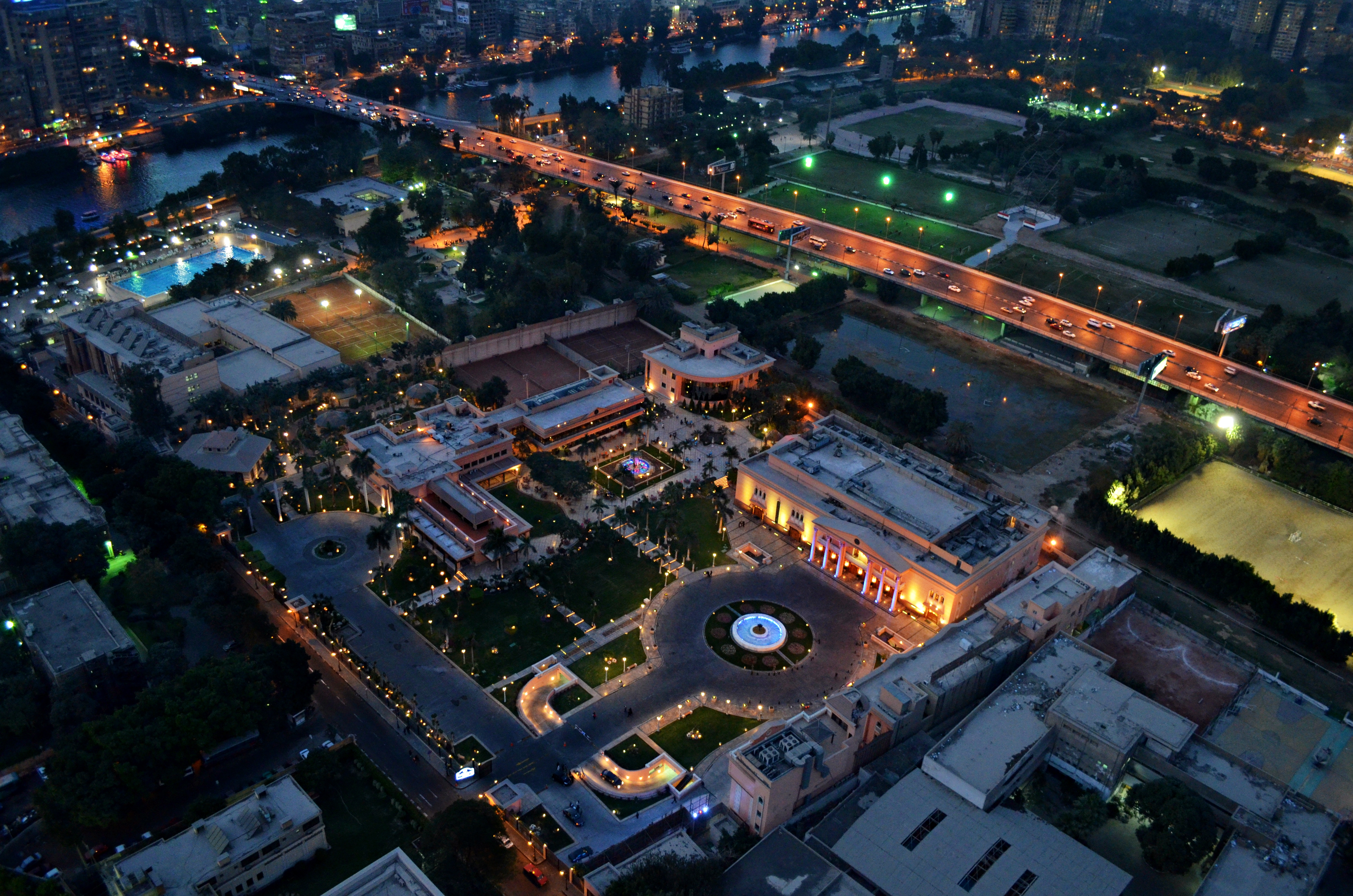
جزيرة الزمالك ليلاً من أعلى برج القاهرة.

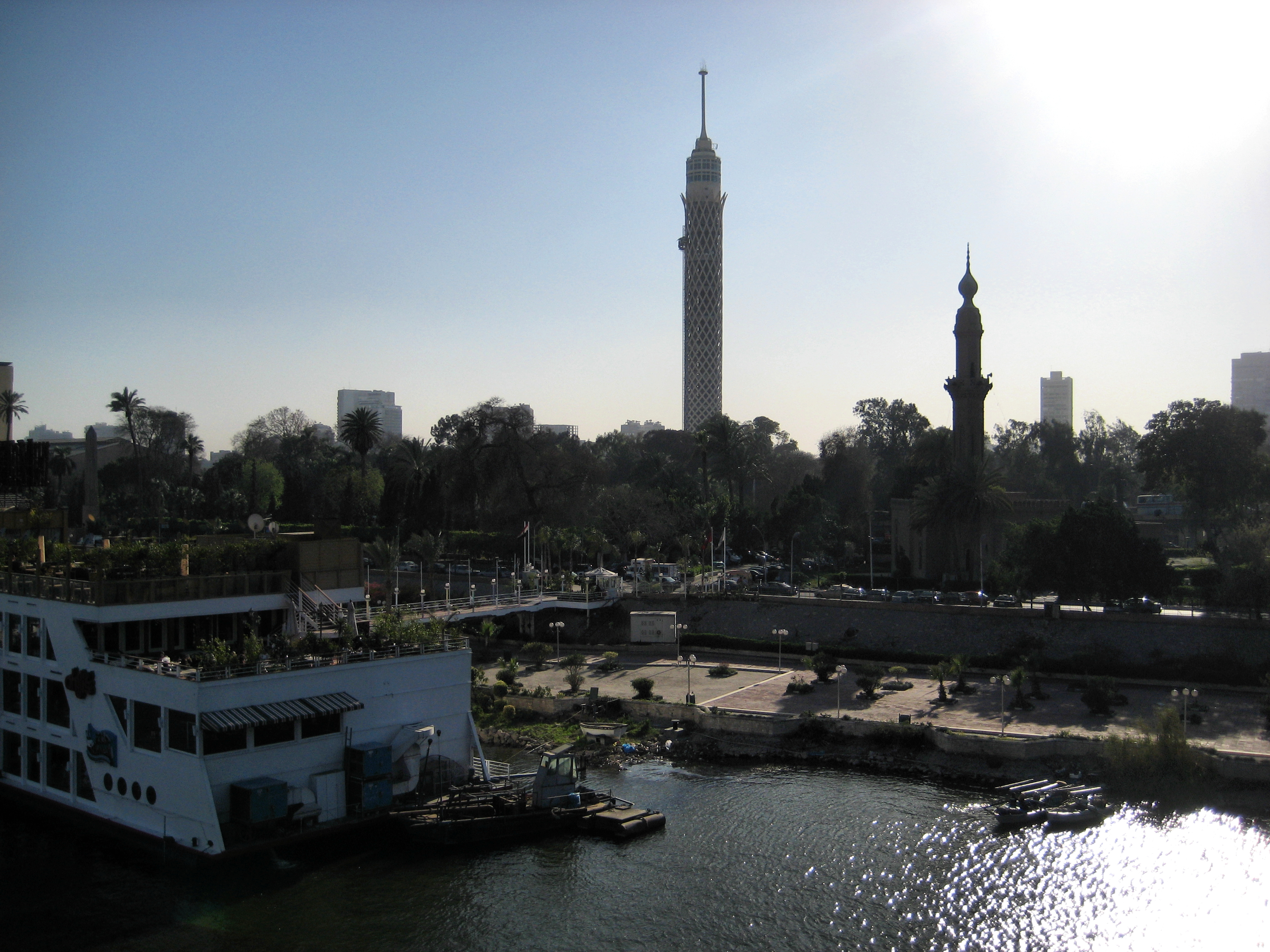
المراكب النيلية وبرج القاهرة.

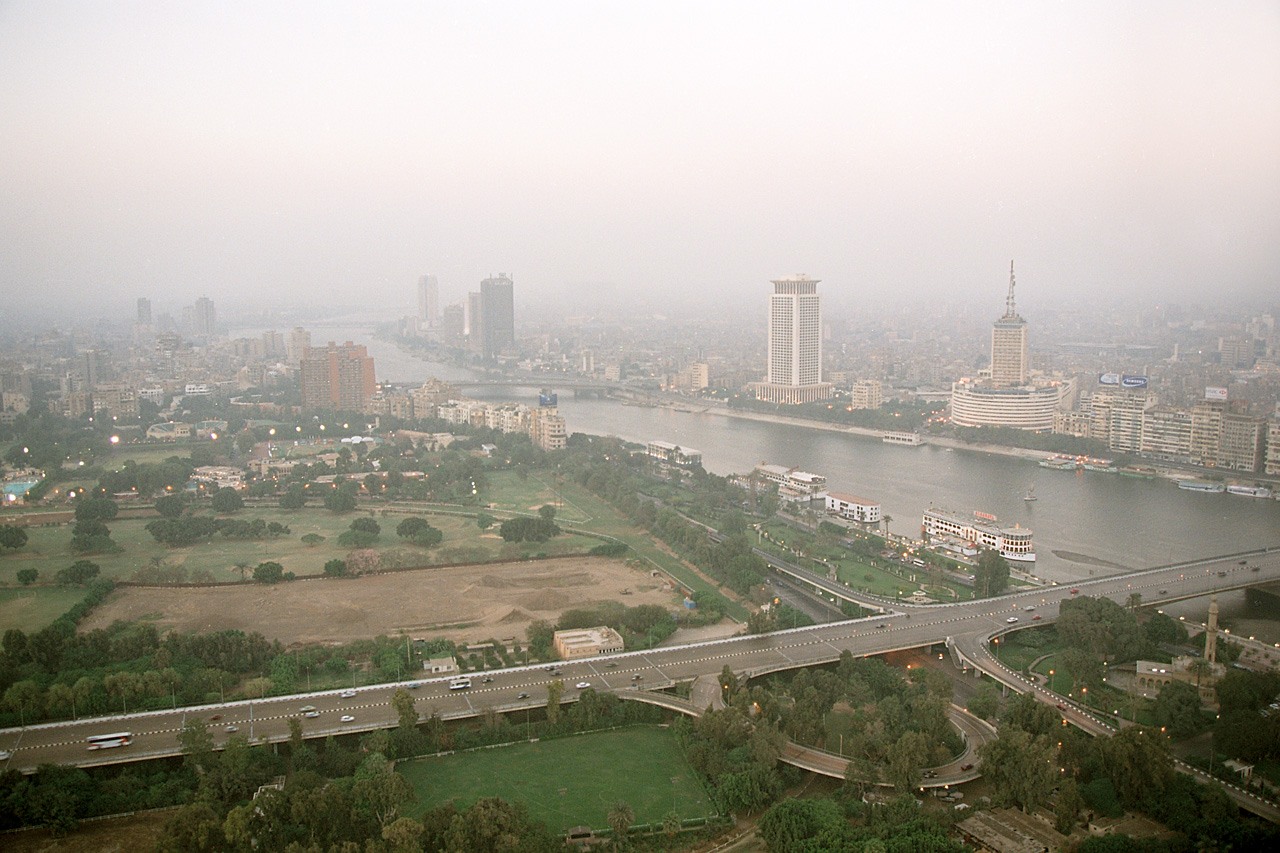
صورة للزمالك وبعض الجسور التي تصلها بالقاهرة.

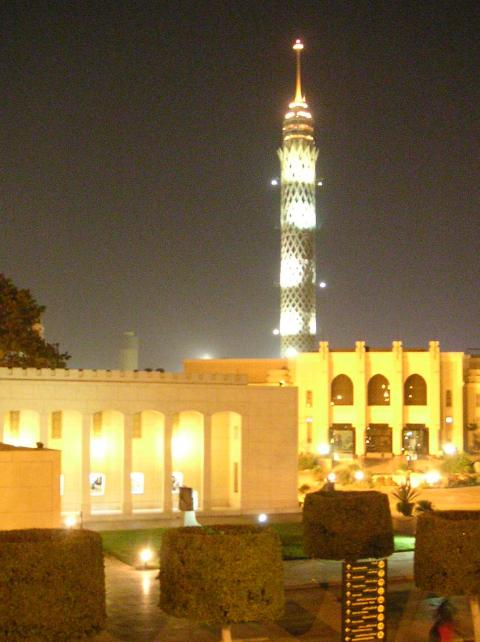
برج القاهرة ليلا.

حي الزمالك هو أحد الأحياء الراقية في غرب مدينة القاهرة. ويقع على جزيرة تقع في وسط نهر النيل، تُسمى «جزيرة الزمالك» أو « الجزيرة » الزمالك هي كلمة تركية تعني الأكواخ الخشبية أو العشش باللهجة المصرية، حيث كانت نقطة انطلاق للصيادين الذين يضعون أدواتهم في تلك العشش، كما كانت مكانا للراحة خلال فترات الصيد"[بحاجة لمصدر]. وهي أيضا «لزهرة الزمالك» وجمعها زمالك ويقال أنها كانت تنمو بكثرة في هذهِ المنطقة. ولقد اشتهرت منطقة الزمالك منذ الربع الأول من القرن العشرين بأنها من أرقى وأهدأ أحياء القاهرة ومقر سكن لأثرياء المدينة.

## النشأة
ظهرت في القرن الخامس جزيرتان منفصلتان في مكان جزيرة الزمالك الحالية «الزمالك» وفي وقت الحملة الفرنسية على مصر ظهرت جزيرة ثالثة بالقرب منهما، وأصبحت الثلاثة جزر تعرف باسم «عازار» و«بولاق الكبيرة» و«مصطفى آغا» ثم اتصلت هذه الجزر ببعضها، وكوّنت جزيرة واحدة عرفت باسم «جزيرة بولاق» لأنها أمام قرية بولاق. وفي سنة 1830 أقام محمد علي قصراً كبيراً بين المزارع في الجهة الشمالية من أرض الجزيرة واتخذه للنزهة، تتركز في منطقة الزمالك عدد من السفارات لبعض الدول كسفارات (إثيوبيا والبرازيل وِألمانيا وهولندا وكولومبيا وتونس ولبنان...اٍلخ)، كما أنها مقر لثلاث كليات شهيرة من كليات جامعة حلوان هي كلية التربية الفنية، وكلية التربية الموسيقية وكلية الفنون الجميلة. وتتخذ العديد من المنظمات الأهلية غير الرسمية والدولية من منطقة الزمالك مقرًا لها، كما يوجد بها ساقية عبد المنعم الصاوي الشهيرة بالعروض والفعاليات الثقافية والفنية. ويعتبر شارع أبو الفدا المطل على نهر النيل وعلى برجي أوراسكوم الضخمين - يعتبر متنزها غير رسمي لفئات عديدة من الناس.

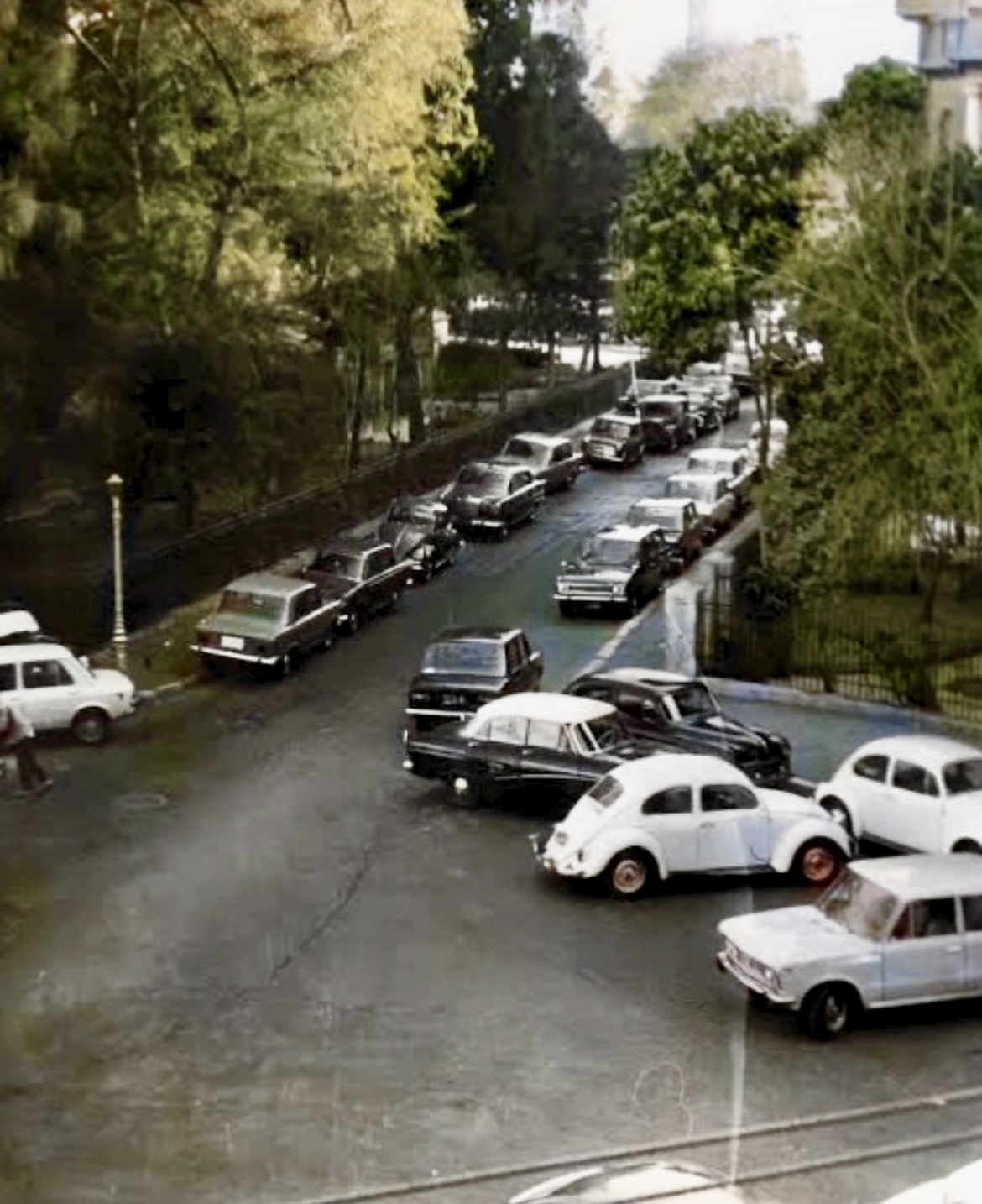
صورة لإحدى شوارع الزمالك تعود لعام 1972.

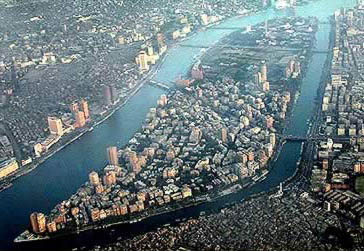
صورة جوية لجزيرة الزمالك

## أشهر المعالم
من أشهر معالمها ومزاراتها:
- النادي الأهلي
- برج القاهرة
- دار الأوبرا المصرية
- مجمع اللغة العربية
- القصر الذي بناه الخديوي إسماعيل لاستقبال ضيوف حفل افتتاح قناة السويس وهو الآن فندق ماريوت القاهرة.
- نادي الجزيرة
- ساقية الصاوي

## شخصيات بارزة
من الأعلام البارزين الذين ولدوا أو عاشوا في الحي:
- أبو السعود الإبياري (1910 - 1969)
- إسماعيل ياسين (1912 - 1972)
- سعاد حسني (1943 - 2001)
- محمود المليجي (1910 - 1983)
- محمد عبد الوهاب (1902 - 1991)
- عبد الحليم حافظ (1929 - 1977)
- أم كلثوم (1898 - 1975)
- ذكرى (1966 - 2003)
- يسرا (1955 - حتى الآن)
- حسين الإمام (1951 - 2014)
- عزت أبو عوف (1948 - 2019)
- فؤاد المهندس (1924 - 2006)
- رجاء الجداوي (1938 -2020)
- عامر منيب (1963 - 2011)